# Єні-Сала Джамісі
Єні-Сала Джамісі (крим. Yeñi Sala Camisi) — руїни мечеті у селі Єні-Сала (Красноселівка) Білогірського району Автономної Республіки Крим.

## Опис
Мечеть побудована приблизно наприкінці XV століття.
На даний момент від мечеті залишилися руїни.
На жаль, руїни старовинної будівлі згодом розтягуються місцевими мешканцями на господарські потреби.
Мечеть була обгороджена стіною, збудованою з буту, яка практично не збереглася, оскільки руки вандалів насамперед піднялися саме на стіну.
Після повного руйнування огородження ділянки, вандали перебралися на мечеть і джерело, яке теж знаходиться на території мечеті. Однак на сьогоднішній день огорожу та напівзруйноване джерело знаходяться на території приватної ділянки.